# Isaac Hlatshwayo
Isaac Hlatshwayo (* 10. November 1977 in Malamulele, Provinz Transvaal) ist ein ehemaliger südafrikanischer Profiboxer und Weltmeister der IBF im Weltergewicht.
Er gewann sein Profidebüt 2000 durch t.K.o. in der ersten Runde gegen Kaizer Mabuza, späterer WM-Herausforderer von Zab Judah. Nach elf weiteren Siegen gewann er im Oktober 2002 die Südafrikanische Meisterschaft im Leichtgewicht, die er mehrfach verteidigen konnte, darunter auch gegen WM-Herausforderer Phillip Ndou (31-2). Im August 2005 gewann er den IBO-Titel im Leichtgewicht durch Punktsieg gegen Cassius Baloyi (31-1) und verteidigte den Titel gegen Aldo Rios (41-3) und Nate Campbell (28-4).
Seine erste Niederlage erlitt er im November 2006 im Halbweltergewicht nach Punkten gegen Weltmeister Kendall Holt (20-1). Anschließend boxte er im Weltergewicht weiter. Im Oktober 2007 gewann er erneut den IBO-Titel gegen Robert Medley (18-0) und siegte auch im Rückkampf. Im November 2008 boxte er Unentschieden gegen Delvin Rodriguez (23-2), weshalb ein Rückkampf vereinbart wurde, bei dem es auch um den vakanten Weltmeistertitel der IBF ging. Dabei konnte sich Hlatshwayo in den USA nach Punkten durchsetzen, verlor den Gürtel jedoch in der ersten Verteidigung im Dezember 2009 vorzeitig an Dejan Zavec (27-1). Nach einer weiteren Niederlage gegen Naoufel Ben Rabah (33-3) verlor er auch noch drei weitere Kämpfe und beendete seine Karriere 2013.